# Caulolatilus dooleyi
Caulolatilus dooleyi е вид бодлоперка от семейство Malacanthidae.

## Разпространение и местообитание
Видът е разпространен в Бахамски острови.
Обитава скалистите дъна на океани и морета в райони с тропически климат. Среща се на дълбочина от 219 до 256 m.

## Описание
На дължина достигат до 35 cm.